# Marc-Antoine Petit
Pour les articles homonymes, voir Petit.
Marc-Antoine Petit, né le 3 novembre 1766 à Lyon, et mort le 7 juillet 1811 à Villeurbanne, est un chirurgien français qui fut le premier à occuper le poste de chirurgien-major de l’Hôtel-Dieu de Lyon ; il est l’initiateur de l’enseignement médico-chirurgical de Lyon, qui aboutira en 1821, à la création de l’École secondaire de Médecine.

## Biographie
Marc-Antoine Petit est né à Lyon, le 3 novembre 1766. Il est le fils de Jeanne Petit, née à Louhans le 1er novembre 1737 d'un père notaire à Branges, et de Mathieu Nantas (né à Lyon le 20 août 1739, et mort le 18 mars 1815) marchand de soie à Lyon. Ses parents ne se marièrent pas et Marc-Antoine garda le nom de sa mère.
Après des études au collège de Beaujeu, il est mis en pension chez Honoré-Joseph Pointe, membre du Collège des Chirurgiens de Lyon ; grâce à ce tutorat, il est autorisé, dès l’âge de 16 ans à suivre les pansements à l’Hôtel-Dieu, puis les cours d’anatomie et de physiologie des membres du Collège.
Dès 1783, il obtient par concours la place de chirurgien interne à l’Hôpital de la Charité à Lyon. À la fin de son internat, il se rend à Paris où il est admis à l’École pratique de Chirurgie.
De retour à Lyon, il postule en 1787 au poste de chirurgien interne de l’Hôtel-Dieu et il est reçu en seconde position. L’administration de l’Hôtel-Dieu ayant réhabilité le concours de chirurgien-major en avril 1788, il s’y présente en juin de la même année et dès le 12 juin, il est proclamé chirurgien-major.
Comme il en avait le devoir, il se rendit à Paris pour suivre l’enseignement de Pierre-Joseph Desault, puis à Montpellier pour s’y perfectionner en médecine ; et c’est en octobre 1790, qu’il obtint le titre de docteur en médecine avec une thèse sur la phtisie laryngée.
Le 2 septembre 1792, il épouse, à Chalon-sur-Saône, Julie Michelin, ils eurent deux filles et un fils.
Ayant eu à subir le siège de Lyon et après s’être caché quelque temps, il prit enfin possession de son poste de chirurgien major, le 4 décembre 1793. La justesse de son diagnostic et le succès de ses opérations assirent rapidement sa réputation qui rayonna sur la France entière et même à l’étranger.
Si Marc-Antoine Petit fut un grand chirurgien, c’est surtout comme professeur qu’il occupe une place importante dans la chirurgie lyonnaise : il entreprit de créer à l’Hôtel-Dieu un enseignement médico-chirurgical qui sera le prélude à la création de l’École secondaire de Médecine de Lyon, vingt deux ans plus tard, en 1821. C'est le 5 décembre 1795 que fut inauguré le premier cours de clinique chirurgicale.
Le 2 décembre 1799, il prononça le discours d’adieu qui met fin à ses fonctions de chirurgien-major et de professeur de clinique chirurgicale.
Il fut conseiller municipal de Lyon, président de la Société nationale de médecine et des sciences médicales de Lyon et président de l’Académie des sciences, belles-lettres et arts de Lyon.
Il meurt dans sa maison de campagne de Villeurbanne, le 7 juillet 1811 ; son corps est transféré au cimetière de Loyasse en 1812.

## Publications
En 1806, il réunit tous les discours qu’il prononça à l’occasion de l’ouverture de ses cours, en un Essai sur la Médecine du Cœur. Cet ouvrage, réédité en 1823, qui n’a rien à voir avec la pathologie de cet organe, concerne les qualités de cœur du médecin.

## Postérité
La rue Marc-Antoine-Petit lui est dédiée dès les années 1830 dans le 2e arrondissement de Lyon, dans le quartier Sainte-Blandine.
En 1825 son buste fut réalisé par le sculpteur Jean-François Legendre-Héral, pour orner un des angles de l'Hôtel-Dieu de Lyon.